# Viktor Carlund
Karl Viktor Carlund, nacido el 15 de febrero de 1906 en Gotemburgo, Suecia, y fallecido el 22 de febrero de 1985 en Gotemburgo, fue un futbolista sueco que disputó 12 partidos internacionales y fue convocado para las selecciones suecas en el Mundial 1934 y en los Juegos Olímpicos 1936. Sin embargo, no participó en el Mundial debido a compromisos laborales.
Posteriormente, en los Juegos Olímpicos de Berlín, Carlund fue nuevamente convocado y jugó en el partido para Suecia contra Japón, una de las derrotas más inesperadas del fútbol sueco con una sorprendente derrota por 3-2. El resultado significó que Suecia quedó eliminada de los Juegos Olímpicos después de jugar solo un partido. Carlund, que durante su carrera de clubes perteneció al Örgryte IS, jugó en total 12 partidos internacionales (sin goles) entre 1932 y 1936. En 1937, Carlund fue entrenador de su club, el ÖIS, durante un breve período.

## Méritos
Selección de fútbol de Suecia
- Convocado al Mundial (1): 1934 (Se retiró)
- Convocado a los Juegos Olímpicos (1): 1936 (Jugó el único partido, contra Japón)
- 12 partidos internacionales, 0 goles

### En clubes
Sociedad Deportiva Örgryte

### Individual
- Receptor del Gran Distinción, 1936